# Боливийско-перуанские отношения
Боливийско-перуанские отношения — двусторонние дипломатические отношения между Боливией и Перу. Протяжённость государственной границы между странами составляет 1212 км.

## История
С 1836 по 1839 год эти страны были объединены в единое государство Конфедерация Перу и Боливии. Главой государства и главным идеологом его создания был, на тот момент президент Боливии, Андрес де Санта Крус. Многие из перуанских политиков противников идеи конфедерации были вынуждены уехать в Чили, где они нашли поддержку одного из министров правительства Чили. Совместно ими была собрана военная экспедиция, но они были окружены войсками Санта-Круса и были вынуждены сдаться. Вторая экспедиция оказалась более удачлива и победила Санта-Круса в сражении при Юнгай 20 января 1839 года, что привело к роспуску конфедерации. С 1841 по 1842 год Боливия и Перу находились в состоянии войны, которая окончилась ничьей.
24 января 1992 года Перу отдал в аренду Боливии часть прибрежной территории, расположенной в 17 километрах от города Ило. Предполагалось, что данная территория будет использоваться Боливией для экспорта своей продукции на международные рынки. В мае 2009 года между странами разразился дипломатический скандал, связанный с предоставлением Перу убежища для беглых боливийских чиновников. В октябре 2010 года президент Боливии Эво Моралес подписал договор со своим перуанским коллегой Аланом Гарсией, согласно которому Боливии разрешается построить и эксплуатировать небольшой порт на взятой в аренду перуанской земле возле города Ило. Однако, присутствуют некоторые сомнения, сможет ли Боливия привлечь необходимые инвестиции для реализации такого амбициозного проекта. Учитывая, что c 1992 года Боливия так и не предприняла конкретных шагов по развитию взятой в аренду перуанской территории.